# محمد بن عبد العزيز آل سعود
الأمير محمد بن عبد العزيز آل سعود (22 صفر 1328 هـ / 4 مارس 1908 - 16 ربيع الآخر 1409 هـ / 26 نوفمبر 1988)، رئيس مجلس العائلة المالكة السعودية السابق. هو الابن الرابع من أبناء الملك عبد العزيز الذكور من زوجته الأميرة الجوهرة بنت مساعد بن جلوي آل سعود. توفيت والدته بسبب مرض الحمى الوافدة عام 1337 هـ، كان من أثرى أعضاء الأسرة الحاكمة السعودية وأكثرهم سلطة. وكان مستشارًا أمينًا ومقربًا لأخويه الملك فيصل والملك خالد.

## عن حياته
ولد الأمير محمد في الرياض، ودرس في مدرسة الأمراء، حيث تعلم القراءة والكتابة والتاريخ والسياسة وحفظ القرآن.
حارب مع والده الملك عبد العزيز في «معركة عسير» وكان آنذاك بعمر الثانية عشر، كما ساعد والده بحصار جدة.
وفي عام 1343 هـ الموافق لعام 1924 أرسله والده إلى القنفذة والمدينة المنورة واستطاع فتحهما، فعينه الملك عبد العزيز أميرًا لمنطقة المدينة المنورة وكان بعمر 15 عامًا.
وفي عام 1347 هـ حارب في معركة السبلة،
وفي عام 1351 هـ حارب في «معركة جازان» والتي أدت إلى توحيد السعودية،
وفي عام 1934 حارب في الحرب السعودية اليمنية.
رشّحه الملك فيصل لولاية العهد ولكنه اعتذر عن ذلك، واقترح بأن يرشح الملك خالد لهذا المنصب، فقبل الملك فيصل ذلك.
اللقب :أبو شرين

## رؤيته
كان الأمير محمد من المحافظين في العائلة الحاكمة. وكان ضد التجنيس وضد توطين الأجانب، وكان يرى أن وجود عدد كبير جدًا من العمال الأجانب في البلد من شأنهما أن يؤديا إلى تآكل القيم الإسلامية وتدمير التقاليد العربية.

## في الشعر
تغنى له طلال مداح الأغنية الشهيرة (قولوا للغالي قولوا له) وكانت القصيدة تنسب للشاعر فالح، وهو الاسم المستعار الذي اختاره لنفسه في بداياته الشعرية.

## إمارة المدينة المنورة

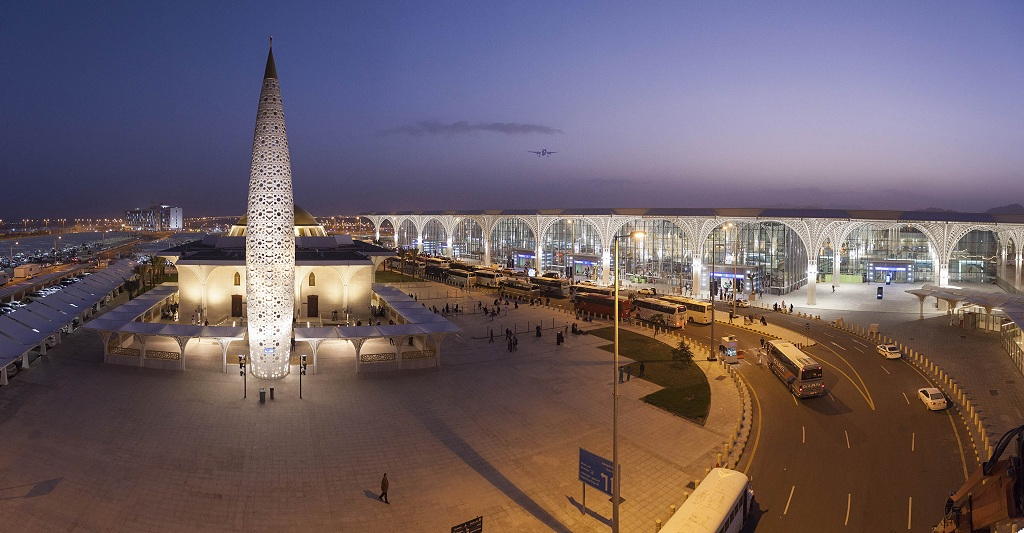
مطار المدينة المنورة (مطار الأمير محمد بن عبدالعزيز)

ظل أميرًا على منطقة المدينة المنورة فترة طويلة، وأثناء توليه مسؤولية الإمارة قام بالكثير من الأعمال منها:
- توسعة المسجد النبوي وعمل تصليحات له مثل إضافة الدرج ووضع مظلات.
- افتتاح مستشفيات حكومية وصيدليات ومستوصفات ومدارس حكومية، كما أدخلت الكهرباء في المدينة المنورة لأول مرة عام 1353 هـ.
- افتتاح مصنع للمياه في عام 1358 هـ، وتبعه في عام 1359 هـ بافتتاح مصنع للثلج، وفي عام 1361 هـ حول مصنع المياه إلى مصنع تحلية المياه وذلك لتحلية المياه من البحر الأحمر وجعل موقع المصنع في ينبع.
- ربط المدينة المنورة بالطرق البرية، كما تم أيضًا افتتاح مطار المدينة المنورة المدني، وتم ربط المدينة بكل مدن السعودية جوًا.
- عام 1971 افتتح مطار المدينة المنورة الدولي.[6]
- قام بافتتاح عدد كبير من المصانع، منها مصنع الصيانة والكهرباء.
- في عام 1381 هـ الموافق لعام 1961 افتتح الجامعة الإسلامية بالمدينة المنورة.

وقد ترك إمارة منطقة المدينة المنورة عام 1385 هـ الموافق لعام 1965 حيث تقاعد عن العمل، كما تنازل عن ولاية العهد لأخيه الشقيق الملك خالد (الأمير آنذاك) بعد أن استدعاه أخوه الملك فيصل ليعرض المنصب عليه كونه المرشح الوحيد له.
وقد تولى بالفترة من عام 1395 هـ حتى وفاته بعام 1409 هـ رئاسة مجلس العائلة المالكة.

## وفاته
أعلن الديوان الملكي السعودي في بيان رسمي عن وفاة الأمير محمد بن عبد العزيز آل سعود في يوم الجمعة 16 ربيع الآخر 1409هـ الموافق 26 نوفمبر 1988 وصلي على الفقيد يوم السبت 17 ربيع الآخر 1409هـ الموافق 27 نوفمبر 1988 بعد صلاة العصر في جامع الامام تركي بن عبدالله في مدينة الرياض ونقل جثمانه إلى مقبرة العود حيث دفن هناك عن عمر يناهز 80 عاماً.

## أسرته
| الزوجة                                             | أبنائه منها |
| -------------------------------------------------- | --- |
| الأميرة سارة بنت سعد الأول بن عبد الرحمن آل سعود   | الأمير فهد (متوفى)، الأمير بندر (متوفى)، الأميرة حصة، الأميرة منيرة، الأمير عبد الله (متوفى)، الأمير سعد ، الأمير عبد العزيز، الأميرة موضي، الأمير بدر، والأميرة العنود |
| الأميرة نورة بنت عبد الله بن مساعد بن جلوي آل سعود | الأميرة الجوهرة (متوفاة) |
| الأميرة لطيفة بنت أحمد بن محمد السديري             | الأميرة نورة |
| الأميرة شيخة بنت نايف بن محمد بن هندي بن حميد      | الأميرة نوف |
| عمشاء بنت مطلق العجواني السبيعي                    | |
| شيخة بنت فيصل بن شبلان المطيري                     | |

## الأبناء

### الذكور
- الأمير فهد بن محمد[8] (ولد في الرياض، توفي فجر يوم الخميس 23 ربيع الآخر 1436 هـ الموافق 12 فبراير 2015).[9] متزوج من الأميرة لولوة بنت عبد العزيز بن مساعد بن جلوي آل سعود وله من الأبناء:
  - الأمير سعد بن فهد. كان متزوج من الأميرة منال بنت عبد الرحمن بن سعود بن عبد العزيز آل سعود ، و البندري بنت عبدالرحمن السويلم وله من الأبناء الأمير محمد (متزوج من كريمة الأمير خالد بن سعود بن هذلول آل سعود[10])، الأمير فهد (متزوج من الأميرة ديما بنت سلطان بن عبد العزيز آل سعود)، وله الاميره لولوة (متزوجة من الأمير سعود بن فيصل بن مشعل بن سعود بن عبد العزيز آل سعود[11] ولها من الأبناء الأمير فيصل والأميرة عليا)

(و له كريمه الأميرة ساره ، و الأميرة الجوهرة ولها من الأبناء الأمير فهد بن خالد بن فيصل بن مساعد بن عبدالرحمن آل سعود ).
- - الأمير عبد الله بن فهد.[13] وله من الأبناء الأميرة نوف (متزوجة من الأمير تركي بن مشاري بن سعود بن عبد العزيز آل سعود)، الأمير فيصل، الأميرة لولوة، الأمير عبدالعزيز، الأميرة نورة.
  - الأمير بندر بن فهد. متزوج من الأميرة موضي بنت فهد بن فيصل الفرحان آل سعود.
  - الأميرة مشاعل بنت فهد (متوفاة).
- الأمير بندر بن محمد (توفي يوم السبت الموافق 3 ربيع الأول 1435 هـ عن عمر يناهز 79 عامًا[14]). متزوج من الأميرة الجوهرة بنت عبد الله بن عبد الرحمن آل سعود وله من الأبناء:
  - الأمير خالد بن بندر. متزوج من الأميرة لمياء بنت بدر بن عبد العزيز آل سعود وله من الأبناء الأمير سعود، الأمير بندر (متزوج من الأميرة زينة بنت متعب بن عبد الله بن عبد العزيز آل سعود)[15]، والأمير عبد الله (متزوج من الأميرة مشاعل بنت خالد بن سلطان بن عبد العزيز آل سعود)، الأمير سعد، الأميرة سلطانة (متزوجة من الأمير فيصل بن سعد بن فيصل بن سعد الاول آل سعود[16][17]).
  - الأميرة نوف بنت بندر. متزوجة من الأمير خالد بن فيصل بن تركي الاول بن عبدالعزيز آل سعود.
  - الأميرة العنود بنت بندر.
  - الأميرة نورة بنت بندر. متزوجة من الأمير عبدالعزيز بن فهد بن سعد الاول آل سعود.
  - الأميرة جواهر بنت بندر، (متوفاة)، متزوجة من الأمير محمد بن مشعل بن عبد العزيز آل سعود.
  - الأمير عبد العزيز بن بندر (توفي يوم الأربعاء، وصلي عليه يوم الخميس الموافق 29 جمادى الأولى 1439 هـ، بعد صلاة العصر في جامع الإمام تركي بن عبد الله في الرياض[18]).
  - الأمير محمد بن بندر.
- الأمير عبد الرحمن بن محمد.
- الأمير عبد الله بن محمد (توفي صغيرًا).
- الأمير سعد بن محمد (توفي صغيرًا).
- الأمير عبد العزيز بن محمد. وله من الأبناء الأمير محمد، الأمير نايف (متوفى)، الأمير خالد، الأمير فيصل، الأمير بندر، وله كريمة (متزوجة من الأمير فهد بن عبد العزيز بن فهد بن فيصل الفرحان آل سعود).[19]
- الأمير بدر بن محمد.

### الإناث
- الأميرة الجوهرة بنت محمد (متوفاة، وصلي عليها يوم الثلاثاء الموافق 13 شوال 1442 هـ في الرياض).[20]
- الأميرة حصة بنت محمد.
- الأميرة نورة بنت محمد. متزوجة من الأمير فهد بن عبد الله بن عبد الرحمن آل سعود.
- الأميرة صيتة بنت محمد. متزوجة من الأمير سعود بن عبد العزيز بن سعود الكبير.
- الأميرة منيرة بنت محمد. متزوجة من الأمير عبد الرحمن بن ناصر بن عبد العزيز آل سعود.
- الأميرة موضي بنت محمد. متزوجة من الأمير عبد المجيد بن سعود بن عبد العزيز آل سعود.
- الأميرة نوف بنت محمد. متزوجة من الأمير بندر بن فهد بن سعد الأول بن عبد الرحمن آل سعود.
- الأميرة العنود بنت محمد. متزوجة من الأمير خالد بن سعود بن عبد العزيز آل سعود.
- الاميرة بنية بنت محمد. كانت متزوجة من الأمير فهد بن سلمان بن سعود الكبير.
- الأميرة سارة بنت محمد.
- الاميرة لطيفة بنت محمد.
- الأميرة مضاوي بنت محمد.
- الأميرة عبير بنت محمد.